# One Night in the Tropics
One Night in the Tropics (1940) fue la primera película del dúo Abbott y Costello, fue dirigida por A. Edward Sutherland.

## Argumento
Jim "Lucky" Moore (Allan Jones), es un vendedor de seguros, su amigo Steve (Robert Cummings) pagará $ 1 millón si Steve no casa con su novia Cynthia (Nancy Kelly). El próximo matrimonio está en peligro por la exnovia de Steve, Mickey (Peggy Moran), y la desaprobación de Cynthia tía Kitty. La boda está asegurada por un propietario de club nocturno, Roscoe (William Frawley), que envía dos encargados para hacer cumplir la boda - Abbott y Costello - ellos se aseguraran de que la boda se realice según lo previsto.

## Elenco
- Bud Abbott es Abbott.
- Lou Costello es Costello.
- Allan Jones es Jim Moore.
- Nancy Kelly es Cynthia Merrick.
- Robert Cummings es Steve Harper.
- Mary Boland es Aunt Kitty Marblehead.
- William Frawley es Roscoe.
- Peggy Moran es Mickey Fitzgerald.
- Leo Carrillo es Escobar.
- Don Alvarado es Rodolfo.
- Nina Orla es Nina.
- Richard Carle es Mr. Moore

## Enlace
- Oficial sitio web Abbott and Costello

- Datos: Q2053989